# Piptadeniastrum africanum
Piptadeniastrum africanum is een plantensoort uit de vlinderbloemenfamilie (Leguminosae). Het is een boom die in hoogte kan verschillen van slechts 5 meter in drogere gebieden van zijn verspreidingsgebied tot een grote opkomende boom van 50 meter hoog in nattere gebieden zoals regenwouden. De boom heeft een rechte en cilindrische stam, die een diameter van 1,8 tot 3 meter kan hebben. De boom heeft dunne en hoge plankwortels. Jonge bomen hebben een ronde kroon, terwijl volwassen bomen een enorme platte kroon hebben die zich uitspreiden in het bovenste bladerdak van het bos. De bomen verliezen vaak kortdurend hun bladeren, maar laten niet alle bladeren tegelijk vallen. De soort staat op de Rode Lijst van de IUCN geklasseerd als 'niet bedreigd'.
De schors van de stam is erg giftig. Deze wordt gebruikt in pijlgif, bij een godsoordeel en als een visgif. De giftige schors wordt ook gemengd met rijst om muizen te vergiftigen. Zaagsel van de boom kan de huid en slijmvliezen irriteren.
De soort komt voor in tropisch West-Afrika, tot in Zuid-Soedan in het oosten en Angola in het zuiden. Hij groeit daar in groenblijvende en semi-verliezende bossen, regenwouden, secundair bossen en rivierbossen, op hoogtes van rond zeeniveau tot op ongeveer 1220 meter.
Ondanks de giftigheid wordt de boom toch gebruikt in de traditionele geneeskunde in Afrika. De schors is het belangrijkste wat gebruikt wordt en daarnaast soms ook de wortels en bladeren. Van de schors worden afkooksels gemaakt die gebruikt worden om verschillende kwalen te behandelen. Verder worden schorsvezels gebruikt om matten te weven en kan de schors gebruikt worden als vervanging voor zeep. Het hout van de boom is van goede kwaliteit en wordt in Europa beschouwd als een uitstekende vervanging voor eikenhout. Traditioneel wordt het hout gebruikt om er kano's uit te hollen en tegenwoordig worden er planken uit gezaagd, voor onder andere zware constructies, spoorbielzen, meubels en wordt het verwerkt in hardboard en spaanplaat.